# Opsion euloma
Opsion euloma är en tvåvingeart som beskrevs av Wu 2003. Opsion euloma ingår i släktet Opsion och familjen svampmyggor. Inga underarter finns listade i Catalogue of Life.